# Hilversum
 (juin 2020).
Si vous disposez d'ouvrages ou d'articles de référence ou si vous connaissez des sites web de qualité traitant du thème abordé ici, merci de compléter l'article en donnant les références utiles à sa vérifiabilité et en les liant à la section « Notes et références ».
Hilversum (prononcé : [ˈɦɪlvərsʏm]) est une ville et commune néerlandaise d'environ 90 000 habitants, située en province de Hollande-Septentrionale.
La ville est connue en tant que lieu d'accueil de la plupart des organisations de radio et de télévision nationales. Proche d'Utrecht, Hilversum est une ville qui contient de nombreux espaces verts et étendues d'eau. Proche de la nature, la ville est appréciée pour son mélange d'architecture classique et moderne des années 1930 de certains de ses bâtiments, tels que son hôtel de ville, construit par l’architecte Willem Marinus Dudok entre 1928 et 1932.

## Histoire
Hilversum est située sur les collines sablonneuses du Gooi. Cette contrée a été habitée depuis la préhistoire par de petits agriculteurs, qui élevaient des moutons. L’élevage de moutons a empiété sur les vastes forêts qui entouraient Hilversum et les autres villages du Gooi, s’étendant très loin vers l’est. Au Moyen Âge, ces forêts ont été progressivement remplacées par des landes de bruyère et des champs de sarrasin. C’est pourquoi les armes d’Hilversum se composent de quatre graines de sarrasin sur fond bleu.
Les siècles derniers, la plupart des landes de bruyère ont été reboisées, ce qui rend au Gooi son caractère de verdure. Il reste néanmoins des bruyères au nord, à l’est et à l’ouest d’Hilversum.
L’élevage des moutons est à l’origine de l’industrie lainière, introduite à Hilversum au XVIIe siècle. Au XVIIIe siècle, deux incendies ont dévasté le modeste village. Depuis 1874, la commune est reliée à Amsterdam par une ligne de chemin de fer. Le chemin de fer a ouvert la possibilité aux habitants aisés d’Amsterdam de s’établir dans la région, notamment à Hilversum et à Bussum. Vers 1920, ces villages sont devenus de plus en plus les dortoirs d’Amsterdam. Ces nouveaux habitants ont changé fondamentalement l’aspect des villages. Ils ont construit de grandes villas entourées de jardins de luxe qui ont fait la popularité de la région.
Des familles catholiques fortunées — notamment les Brenninkmeijer, propriétaires de la firme C&A — ont construit en 1892 une église néogothique consacrée à saint Vith, patron de la région.
En 1918, quelques amateurs de la technique moderne fondaient la Nederlandse Seintoestellen Fabriek (NSF), devenue plus tard Philips, une usine d’appareils de radio. Ils ont entrepris des expériences de radiodiffusion qui sont à l’origine du développement d’Hilversum comme centre des médias. Pendant les années 1930, chacune des cinq confessions religieuses néerlandaises y ont fondé leurs propres organisations de radiodiffusion.
Pendant la Seconde Guerre mondiale, la Wehrmacht a établi son quartier général à Hilversum. La population juive a été décimée, passant de 600 à 40 familles. En 1944, les occupants ont inventé un nouveau genre de rafle pour recruter des forçats : ils l’ont testé pour la première fois à Hilversum et à Bussum.
Après la guerre, la télévision s'est développée à Hilversum. Au nord de la commune, on a construit un grand nombre de studios de télévision et d’autres bâtiments consacrés aux médias modernes (het Mediapark). C'est là que l’homme politique Pim Fortuyn a été assassiné le 6 mai 2002 et qu'a eu lieu le 29 janvier 2015 l'attentat de la NOS. Ces bâtiments abritent un important musée des médias.
Le Concours Eurovision de la chanson 1958 a eu lieu à Hilversum.

## Attractions touristiques
Le musée communal est établi dans l’ancien hôtel de ville sur le Kerkbrink au centre du bourg.
En plus de l’hôtel de ville, Hilversum possède un certain nombre de spécimens d’architecture moderne. Pendant les années 1920 et 1930, l’architecte Willem Marinus Dudok était l’architecte communal.
À la limite sud de la commune s’étend le complexe de l’ancien sanatorium Zonnestraal, ouvert en 1928, chef-d’œuvre de l’architecte moderniste Jan Duiker. L’ensemble des bâtiments, un des exemples importants de l’école architecturale néerlandaise Het Nieuwe Bouwen, a été restauré.
Les centres sportifs de Hilversum sont destinés au football, au golf et au tennis. À proximité de la commune, se succèdent les lacs de Loosdrecht ; l’aérodrome est un centre de vol à voile et d’aviation sportive. Par ailleurs, l'Institut néerlandais de l'image et du son situé sur le territoire de la commune, constitue une attraction touristique nationale.
Hilversum comprend l'une des plus hautes églises des Pays-Bas, l'église Saint-Guy d'Hilversum, dont la flèche atteint 98 m de hauteur.

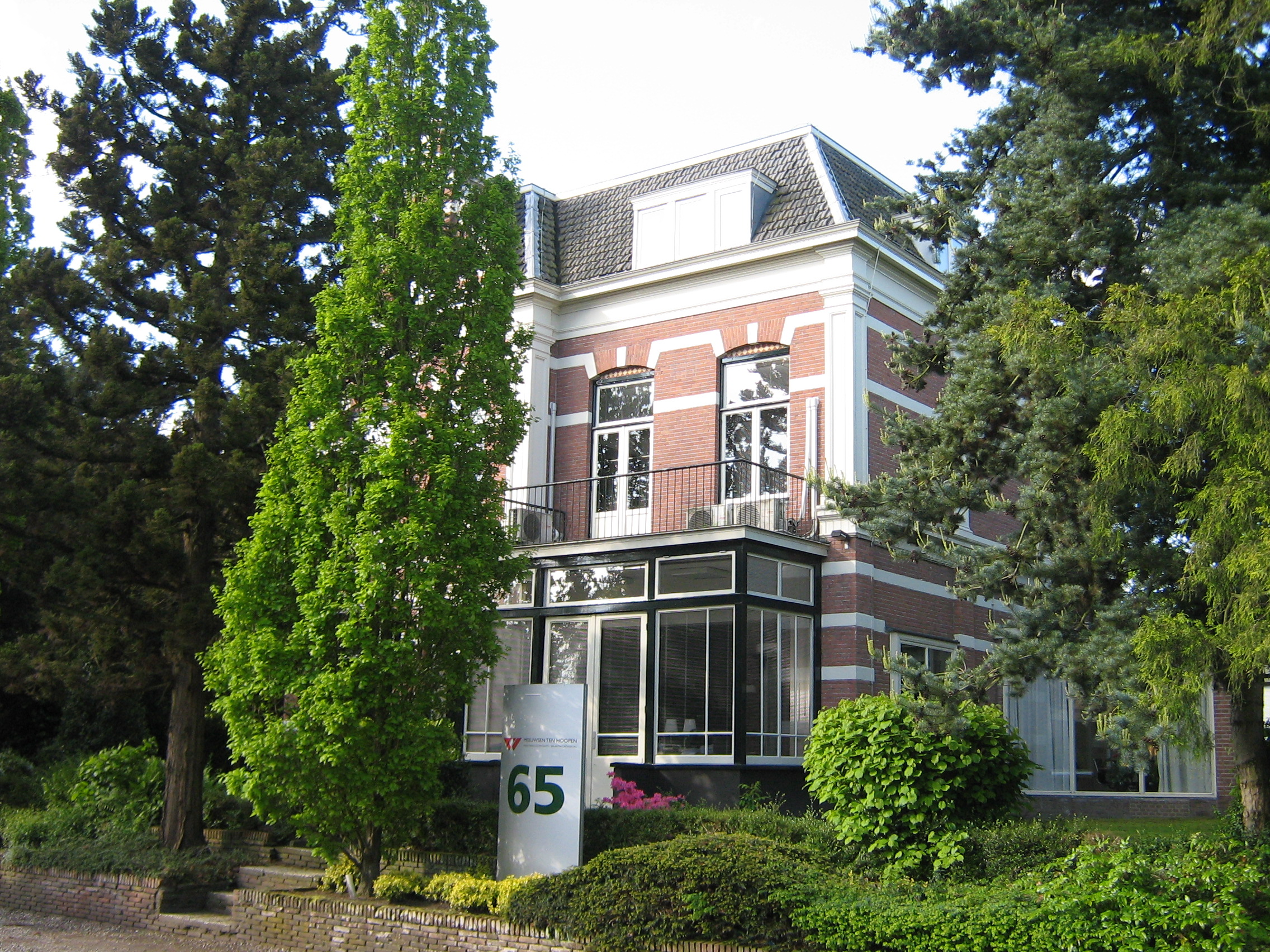
Habitation du XIXe siècle reconvertie en bureaux.
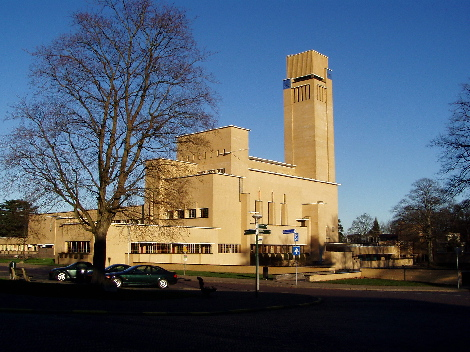
Hôtel de ville d'Hilversum de style Art déco.
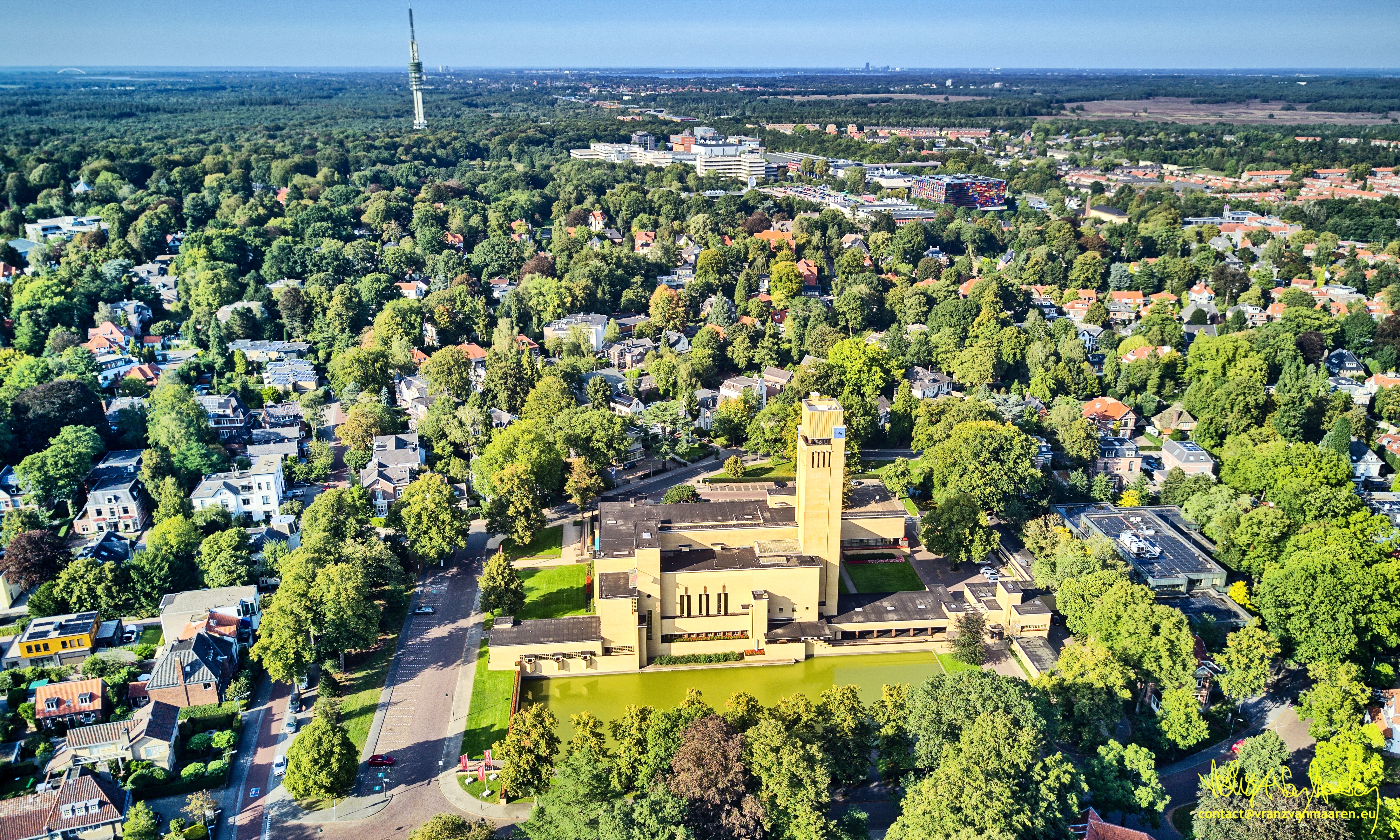
2020-08-19 Hôtel de Ville et Media Park, Hilversum
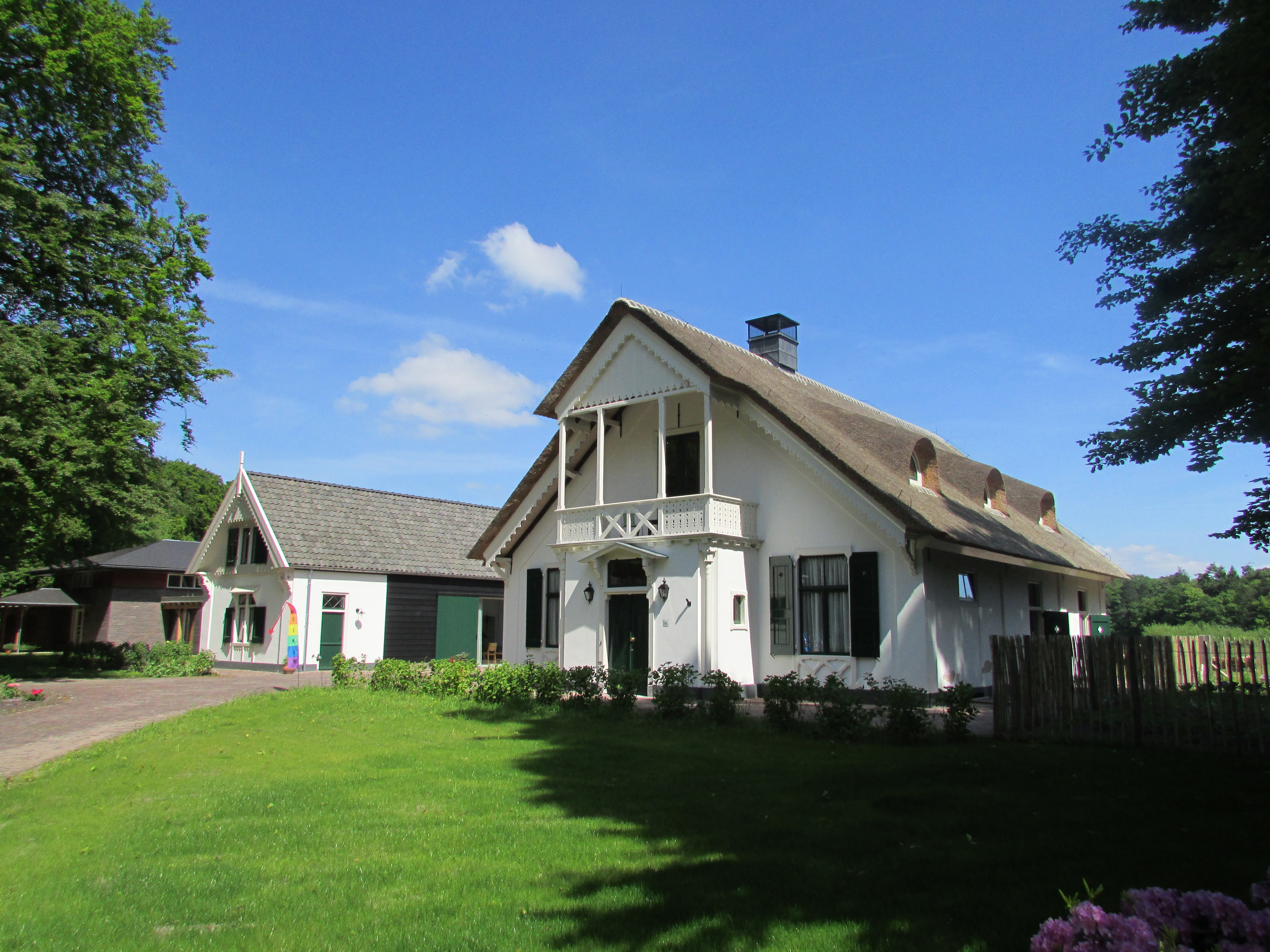
Maison dans un quartier pavillonnaire de la ville.

## Personnalités nées à Hilversum
- Pieter d'Hont (1917-1997), sculpteur.
- Joop den Uyl (1919-1987), premier ministre.
- Nel van Vliet (1926-2006), nageuse, championne olympique.
- Joop van Oosterom (1937-2016), homme d'affaires.
- Sjoukje Hooymaayer (1940-2018), actrice.
- Hubert van Es (1941-2009), photographe.
- Bessel Kok (né en 1941), joueur d'échecs.
- Erland van Lidth de Jeude, (1953-1987), acteur.
- Erwin Olaf (1959-2023), photographe.
- Arjen Anthony Lucassen (né en 1960), musicien.
- André Rouvoet (né en 1962), homme politique.
- Stefan Rokebrand (né en 1977), acteur néerlandais.
- Anne Eekhout (née en 1981), écrivaine.
- Robin van Aggele (né en 1984), nageur.
- Youness Ouaali (né en 1985), blogueur.
- Davy Klaassen (né en 1993), footballeur.
- Tara Hetharia (née en 1995), actrice.
- Judith de Nijs (1942), ancienne championne de natation.
- Azor Matusiwa (1998), footballeur.

## Personnalités liées à Hilversum
Eveline Goodman-Thau  et son frère, le sioniste religieux Zvi Israël Thau se sont réfugiés aux Pays-Bas en 1938 et ont vécu caché à Hilversum, avec leurs parents jusqu'en 1945.